# Casa da Forca (Ulme)
A Casa da Forca, também conhecida como  Casa da Câmara de Ulme, situa-se no centro da vila de Ulme.
Localizado frente à Igreja Paroquial de Santa Maria, no largo onde antigamente se encontrava o pelourinho (demolido em 1865), este edifício, que actualmente está na posse de particulares, pertenceu à Casa dos Silvas, donatários de Ulme e da Chamusca. 
Após a elevação de Ulme a vila, em 1561, foi instalada no edifício a Câmara Municipal, que aqui permaneceu até 1855, aquando da extinção do concelho e posterior incorporação no da Chamusca. Para além da Câmara, a casa acolhia o tribunal e a cadeia, sendo naturalmente aqui executadas as sentenças de morte, facto que ainda permanece na memória popular e que justifica a designação de Casa da Forca.